# Provincia Ángel Sandóval
La provincia de Ángel Sandóval es una provincia de Bolivia, ubicada en el este del departamento de Santa Cruz. Está situada en oriente del país, en la zona del Pantanal boliviano, haciendo frontera con Brasil. Tiene como capital provincial a la localidad de San Matías, que se encuentra a 8 kilómetros de distancia con el Brasil, y a aproximadamente 736 kilómetros de la ciudad de Santa Cruz de la Sierra, la capital departamental. La provincia tiene una superficie de 27.084 km² y una población de 14.470 habitantes (según el Censo INE 2012), con una densisad de 0,39 hab/km².

## Historia
La provincia Ángel Sandóval fue creada por ley del 16 de diciembre de 1948, durante la presidencia de Enrique Hertzog, en honor al jurisconsulto, escritor y explorador del oriente boliviano, Ángel Sandoval Peña(1871-1941). Sandoval fundó el poblado de Roboré, fue parlamentario, munícipe, prefecto y presidente de la Corte Suprema de Justicia.
La provincia se compone de los cantones Las Petas de la provincia Velasco, y Santo Corazón, La Gaiba y San Matías de la provincia Chiquitos.

### Proyecto de departamentalización
En los últimos años (fines del siglo XX y principios del siglo XXI), varias organizaciones y municipios aborígenes de las 5 provincias originales de la Chiquitanía y de la única de Guarayos, vienen planteando[cita requerida] la posibilidad de Creación de un Nuevo "Departamento de Chiquitos y Guarayos", dentro del territorio boliviano, pero separados administrativamente del Departamento de Santa Cruz. Este departamento que abarcaría toda la Chiquitanía y la provincia Guarayos, tendría por capital a San José de Chiquitos, y constituiría el antiguo territorio de la Gobernación de Chiquitos (una de las cuatro unidades administrativas del Virreinato del Río de La Plata, en el actual territorio boliviano).

## Geografía
La provincia se ubica en el oriente del departamento de Santa Cruz, al extremo este del país. Limita al norte y al este con la República del Brasil, al sur con las provincias de Germán Busch y Chiquitos, y al oeste con las provincias de Chiquitos y Velasco.
Parte de la provincia forma parte del área natural de manejo integrado San Matías, encontrándose la mayor parte de esta área sobre el macizo precámbrico chiquitano, con planicies extensas y onduladas.
Algunos de los cuerpos de agua más importantes de la provincia incluyen las lagunas La Gaiba, Mirim y la Uberaba, así como el río Pando.

## Demografía
De acuerdo con el censo boliviano de 2024, la población de la provincia de Ángel Sandóval es de 15 336 habitantes.
La población de la provincia ha aumentado casi a la mitad en las últimas tres décadas:
| Año  | Habitantes | Fuente |
| ---- | ---------- | ------ |
| 1992 | 10 695     | Censo  |
| 2001 | 13 073     | Censo  |
| 2012 | 14 415     | Censo  |
| 2024 | 15 336     | Censo  |

## Estructura
La provincia de Ángel Sandóval es unimunicipal, es decir que es una provincia y un municipio a la vez, sin embargo el municipio lleva el nombre de:
1. San Matías

## Economía
Las principales actividades económicas de la provincia están orientadas a la ganadería, la agricultura, la pesca y forestal.
En las comunidades de Las Petas, La Gaiba y Santo Corazón se explota la piedra denominada la bolivianita. En estas comunidades también se elaboran tejidos artesanales utilizando plantas como materia prima.